# District de Gochang
Le district de Gochang est un district de la province du Jeolla du Nord, en Corée du Sud. Il est célèbre pour ses nombreux dolmens bien conservés et classés au patrimoine mondial.

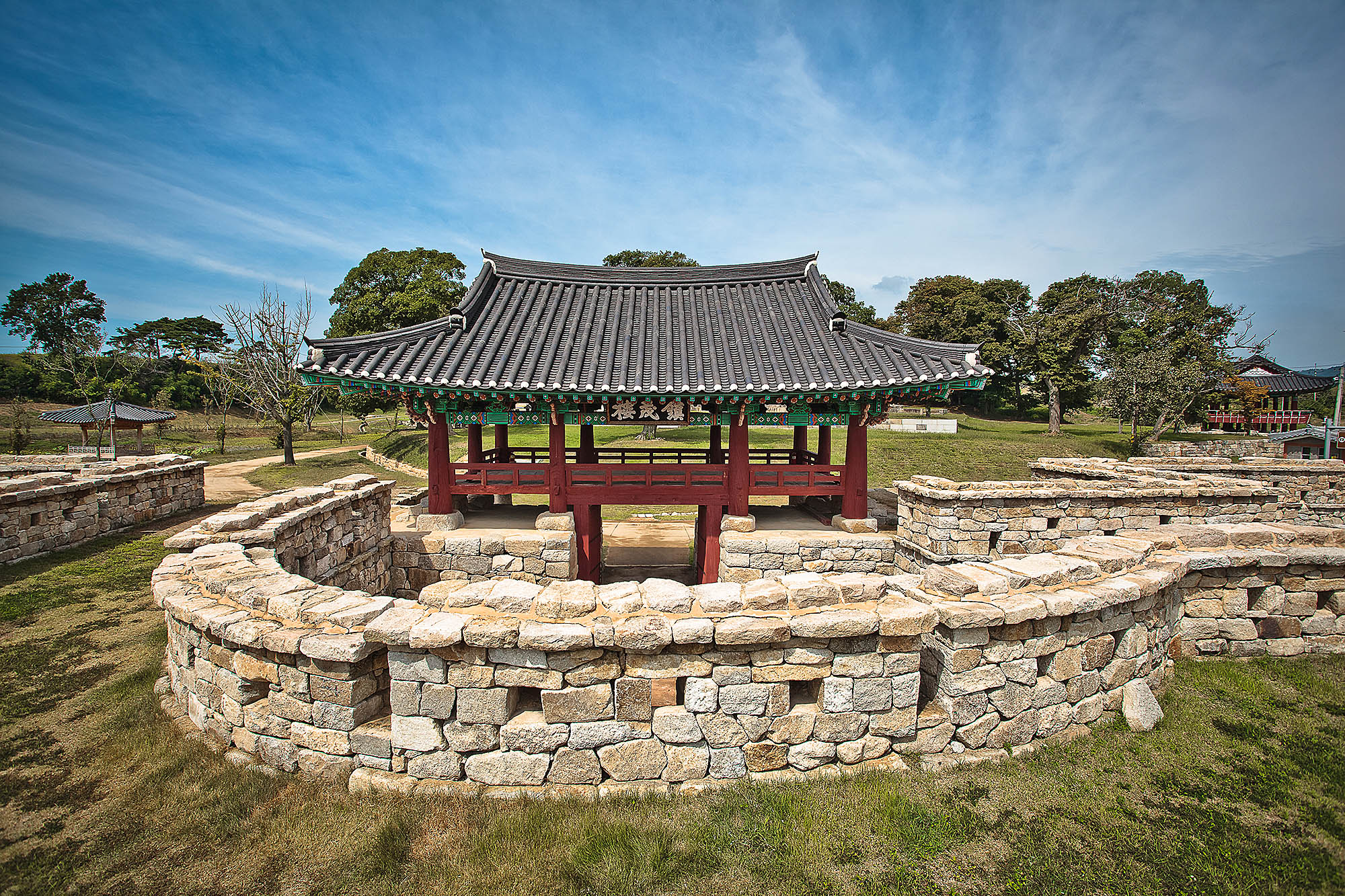
Mujangeupseong, un site historique